# Nagroda „Literatury na Świecie”
Nagroda „Literatury na Świecie” – coroczna nagroda literacka przyznawana od 1972 przez miesięcznik „Literatura na Świecie” w siedmiu kategoriach, m.in. za najlepszy przekład na język polski utworów prozatorskich i poetyckich, inicjatywę wydawniczą i in.

## Laureaci
Data dotyczy roku, za który nagroda została przyznana.
2023: Tomasz Swoboda (proza), Bella Szwarcman-Czarnota (proza), Marta Koronkiewicz (Nowa Twarz), Maciej Piotrowski (Nowa Twarz),  zespół etnolingwistyczny Uniwersytetu Marii Curie-Skłodowskiej i Instytutu Slawistyki Polskiej Akademii Nauk pod kierownictwem Stanisławy Niebrzegowskiej-Bartmińskiej (Inicjatywa Wydawnicza), Jakub Dadlez (nagroda im. Andrzeja Siemka), Krystyna Rodowska (nagroda specjalna „Mamut”). Nie przyznano nagród w kategoriach: Poezja oraz Literaturoznawstwo, Translatologia, Komparatystyka.
2022: Krzysztof Modelski, Miłosz Waligórski (proza), Kamil Idzikowski (Nowa Twarz), Wydawnictwo Książkowe Klimaty (inicjatywa wydawnicza), Katarzyna Kończal (literaturoznawstwo, translatologia, komparatystyka), Anna R. Burzyńska (nagroda im. Andrzeja Siemka), Hanna Igalson-Tygielska (nagroda specjalna „Mamut”). W kategorii poezja nagrody nie przyznano.
2021: Elżbieta Jogałła (poezja), Karolina Wilamowska (Nowa Twarz), Andrij Saweneć i Aleksandra Zińczuk (inicjatywa wydawnicza), Piotr Śniedziewski i Maciej Świerkocki (literaturoznawstwo, translatologia, komparatystyka), Halina Kralowa (nagroda specjalna „Mamut”), Marcin Wicha (nagroda im. Andrzeja Siemka). W tym roku nie przyznano nagrody w kategorii proza
2020: Bohdan Zadura (poezja), Henryk Lipszyc (proza), Wydawnictwo Austeria (inicjatywa wydawnicza), Piotr Paziński (literaturoznawstwo, translatologia, komparatystyka), Zofia Bałdyga (Nowa Twarz), Carlos Marrodán Casas (nagroda specjalna "Mamut"). Grzegorz Sztabiński (nagroda im. Andrzeja Siemka)
2019: Aneta Kamińska (poezja), Bartosz Działoszyński, Inga Grześczak (proza), seria Biblioteka Renesansowa pod redakcją Włodzimierza Olszańca i jego współpracowników oraz Wydawnictwo d2d.pl (inicjatywa wydawnicza), Paweł Majewski (literaturoznawstwo, translatologia, komparatystyka),  Michał Kłobukowski (nagroda specjalna „Mamut”), nagrody w kategorii Nowa Twarz oraz Nagrody im. Andrzeja Siemka w tym roku nie przyznano
2018: Marcin Ciura (poezja), Andrzej Jagodziński (proza), Izabela Korybut-Daszkiewicz (proza), Olga Bartosiewicz (Nowa Twarz), Mikołaj Wiśniewski (literaturoznawstwo, translatologia, komparatystyka), Violetta Wróblewska (literaturoznawstwo, translatologia, komparatystyka), Maria Poprzęcka (nagroda im. Andrzeja Siemka); nagrody specjalnej Mamut ani nagrody za inicjatywę wydawniczą nie przyznano
2017: Zbigniew Machej (poezja), Magdalena Pytlak (Nowa Twarz), Ewa Kobyłecka-Piwońska (literaturoznawstwo, translatologia, komparatystyka), Magdalena Siwiec (literaturoznawstwo, translatologia, komparatystyka), Muzeum Sztuki w Łodzi (inicjatywa wydawnicza), Krzysztof Bielawski (nagroda im. Andrzeja Siemka), Leszek Engelking (nagroda specjalna „Mamut”)
2016: Małgorzata Buchalik (proza), Krzysztof Majer (proza), Klaudia Łączyńska (literaturoznawstwo, translatologia, komparatystyka), Danuta Ulicka (inicjatywa wydawnicza), Fundacja Nowej Kultury Bęc Zmiana (inicjatywa wydawnicza), Monika Muskała (nagroda im. Andrzeja Siemka), Maryna Ochab (nagroda specjalna „Mamut”)
2015: Joanna Stadler (poezja), Jacek Giszczak (proza), Robert Papieski (Nowa Twarz), Jerzy Radziwiłowicz (Nowa Twarz), Grzegorz Wasowski (Nowa Twarz), Piotr Paziński (nagroda im. Andrzeja Siemka), Ryszard Engelking (nagroda specjalna „Mamut”)
2014: Maciej Świerkocki (proza), Iwona Krupecka (Nowa Twarz), Krzysztof Majer (Nowa Twarz), Wydawnictwo Atut we Wrocławiu (inicjatywa wydawnicza), Małgorzata Marcjanik (translatologia, leksykografia, językoznawstwo), Katarzyna Przyłuska-Urbanowicz (nagroda im. Andrzeja Siemka), Jacek St. Buras (nagroda specjalna „Mamut”)
2013: Grzegorz Franczak i Aleksandra Klęczar (poezja), Ewa Zaleska (proza), Julia Różewicz (Nowa Twarz), Dariusz Żukowski (Nowa Twarz), seria Eidos – Wydawnictwo Uniwersytetu Jagiellońskiego (seria wydawnicza), Olga Kubińska (translatologia, leksykografia i literaturoznawstwo), Andrzej Szuba (nagroda specjalna „Mamut”)
2012: Renata Putzlacher-Buchtová (poezja), Barbara Kopeć-Umiastowska (proza), Krzysztof Bartnicki (Nowa Twarz), Maciej Płaza (Nowa Twarz), Wydawnictwo Karakter (inicjatywa wydawnicza), Adam Lipszyc (translatologia, leksykografia i literaturoznawstwo), Tadeusz Sławek (nagroda im. Andrzeja Siemka)
2011: Magdalena Heydel (proza), Wiktor Dłuski (proza), Dorota Horodyska (poezja), Łukasz Musiał (Nowy Głos), Tomasz Majewski (Nowy Głos), Krzysztof Mrowcewicz (nagroda im. Andrzeja Siemka), Wydawnictwo Austeria (inicjatywy wydawnicze)
2010: Hanna Igalson-Tygielska (proza), Jakub Ekier (proza), Maria Fengler (Nowy Głos), Jakub Momro (Nowy Głos), Marian Bielecki (translatologia, leksykografia i literaturoznawstwo) Tomasz Swoboda (nagroda im. Andrzeja Siemka), Biuro Literackie (inicjatywy wydawnicze)
2009: Elżbieta Cygielska (proza), Henryk Chłystowski (proza), Barbara Jaroszuk (Nowy Głos), Kacper Bartczak (Nowy Głos), Andrzej Mencwel, redaktor serii Communicare ukazującej się nakładem Wydawnictw Uniwersytetu Warszawskiego (Inicjatywy Wydawnicze), Adam Lipszyc (nagroda im. Andrzeja Siemka), Anna Kołyszko (nagroda specjalna „Mamut”, pośmiertnie), Edward Balcerzan (nagroda specjalna „Mamut”).
2008: Leszek Engelking (poezja), Elżbieta Wesołowska (poezja), Sława Lisiecka (proza), Dorota Dobrew (nowy głos), Małgorzata Szczurek (nowy głos), Tomasz Swoboda (nowy głos), "Przekładaniec", półrocznik katedry UNESCO do Badań nad Przekładem i Komunikacją Międzykulturową (translatologia, leksykografia i literaturoznawstwo)
2007: Jolanta Kozak (proza), Michał Lipszyc (nowy głos), Sebastian Musielak (nowy głos), Marek Bieńczyk (nagroda im. Andrzeja Siemka), Adam Pomorski (nagroda specjalna „Mamut”), seria Estetyki świata pod red. Krystyny Wilkoszewskiej / Universitas (inicjatywy wydawnicze), seria monograficznych opracowań naukowych pod red. Krzysztofa Bielawskiego / Homini (inicjatywy wydawnicze)
2006: Krzysztof Jachimczak (proza), Ryszard Wojnakowski (proza), Marcin Kurek (nowy głos), Jacek St. Buras (translatologia, leksykografia, komparatystyka), Julia Hartwig (nagroda im. Andrzeja Siemka)
2005: Maryna Ochab (proza), Ryszard Engelking (proza), Jan Gondowicz (poezja), Aleksandra Olędzka-Frybesowa, Katarzyna Jakubiak (nowy głos), Leszek Kwiatkowski (nowy głos), Wiesław Boryś (translatologia, leksykografia, komparatystyka), Cezary Wodziński (nagroda im. Andrzeja Siemka)
2004: Antoni Libera (proza), Teresa Worowska (proza), Andrzej Jankowski (nowy głos), Maria Dąbrowska-Partyka (translatologia, leksykografia, literaturoznawstwo), Agata Bielik-Robson (nagroda im. Andrzeja Siemka), Jerzy Ficowski (nagroda specjalna „Mamut”)
2003: Ewa Skwara (poezja), Małgorzata Borowska (proza), Agnieszka Jawor-Polak (proza), Małgorzata Kwietniewska (nowy głos), słowo/obraz terytoria (inicjatywy wydawnicze), Józef Kwaterko (nagroda im. Andrzeja Siemka), Danuta Cirlić-Straszyńska (nagroda specjalna „Mamut”)
2002: Tadeusz Komendant (proza), Leszek Engelking (proza), Małgorzata Buchalik (nowy głos), Sławomir Studniarz (nowy głos), Bogusław Żyłko (translatologia, leksykografia, literaturoznawstwo), Prószyński i S-ka (inicjatywy wydawnicze)
2001: Michał Kłobukowski (proza), Wawrzyniec Brzozowski (debiut), Anna Burzyńska (translatologia, leksykografia, komparatystyka)
2000: Grzegorz Franczak (poezja), Aleksandra Ambros (proza), Piotr Godlewski (proza), Małgorzata Łukasiewicz (nagroda za całokształt dorobku przekładowego), Grzegorz Gazda (transalotologia, leksykografia, komparatystyka), Pogranicze (inicjatywy wydawnicze), Poznańska Biblioteka Niemiecka (inicjatywy wydawnicze)
1999: Jerzy Snopek (poezja - wyróżnienie), Maria Dzielska (proza), Magdalena Tulli (debiut), Jacek Lewinson (translatologia, komparatystyka, leksykografia ), Wydawnictwo Literackie (inicjatywy wydawnicze)
1998: Jerzy Litwiniuk (poezja), Jacek Buras (proza), Ireneusz Kania (nagroda specjalna), Edward Balcerzan (translatologia, leksykografia, komparatystyka), Robert Reszke (inicjatywy wydawnicze)
1997: Halina Kralowa (proza), Jerzy Czech (debiut), Katarzyna Osińska (translatologia, komparatystyka), Michał Paweł Markowski (translatologia, komparatystyka), Volumen (inicjatywy wydawnicze)
1996: Adam Wodnicki (poezja), Carlos Marrodan Casas (proza), Janusz Margański (debiut), Barbara Skarga (translatologia, leksykografia, komparatystyka), słowo/obraz terytoria (inicjatywy wydawnicze)
1995: Wiktor Woroszylski (poezja), Krystyna Rodowska (proza), Jan Garewicz (proza), Ewa Geller, Andrzej Dąbrówka, Ryszard Turczyn (translatologia, leksykografia, komparatystyka), Aletheia (inicjatywy wydawnicze)
1994: Grzegorz Żurek (poezja), Małgorzata Łukasiewicz (proza), Adam Wodnicki (debiut), Tadeusz Komendant (translatologia, leksykografia, komparatystyka), PIW (inicjatywy wydawnicze)
1993: Ryszard Engelking (poezja), Michał B. Jagiełło (proza), Rajmund Kalicki (proza), Piotr Skurowski (debiut), Rita Gombrowicz (leksykografia, translatologia, komparatystyka), ZNAK (inicjatywy wydawnicze)
1992: Andrzej Szuba, Ireneusz Kania, Katarzyna Skawina (debiut)
1991: Joanna Guze, Maria Przybyłowska, Krystyna Rodowska, Carlos Marrodán Casas, Ewa Zaleska (debiut)
1990: Elżbieta Komarnicka, Oskar Hedemann, Jerzy Pomianowski
1989: Eligia Bąkowska, Stanisław Barańczak, Leszek Engelking, Andrzej Jagodziński
1988: Joanna Guze, Artur Międzyrzecki, Beata Geppert, Spółdzielnia Wydawnicza „Czytelnik”
1987: Piotr Sommer, Tomasz Mirkowicz, Andrzej Frybes (debiut), Wydawnictwo „Śląsk”, Wacława Komarnicka, Seweryn Pollak, Joanna Pomorska (wyróżnienie)
1986: Paweł Hertz, Grzegorz Prokop, Wojciech Kunicki (debiut), Ludowa Spółdzielnia Wydawnicza
1985: Adam Pomorski, Piotr Siemion, Irena Naganowska i Egon Naganowski
1984: Jerzy Lisowski, Barbara Sieroszewska, Maryna Miklaszewska, Państwowy Instytut Wydawniczy,
1983: Sławomir Błaut, Alija Dukanović, Anna Kołyszko.
1982: Wiera Bieńkowska, Maciej Słomczyński, Adam Pomorski (debiut), Wydawnictwo Poznańskie
1981: Anna Maria Linke, Zygmunt Kubiak
1980: Zbigniew Bieńkowski, Zofia Chądzyńska
1979: Ziemowit Fedecki
1978: Józef Waczków
1977: Danuta Ćirlić-Straszyńska
1976: Zbigniew Stolarek
1975: Maria Skibniewska, Maciej Żurowski
1974: Jerzy Litwiniuk
1973: Kalina Wojciechowska
1972: Zygmunt Łanowski